# 佐藤聖子
佐藤 聖子（さとう せいこ、1971年8月11日 - ）は、埼玉県新座市出身の日本の女性フラメンコダンサー。元歌手・タレント。

## 来歴
父親は中学の美術の教師、母親もギターとピアノの教師という芸術一家、本人も3歳の頃からピアノやフラメンコを習っていた。1981年に劇団若草に入団して子役の活動を開始。1982年と1983年に『ピーター・パン』、1983年に『アニーよ銃をとれ』とそれぞれ舞台出演。1984年にNHK『どんなモンダイQてれび』でテレビ初出演。高校時代にフォーライフ・レコードのフィメール・オーディションに合格。1992年、ガールポップ・ムーブメントの只中にフォーライフ・レコードからデビュー。1998年にかけてシングル13枚、アルバム6枚を発表（アルバムは『SEASON』の34位が最高位）。
かすかにハスキーなハイトーンボイスとグルーブ感あふれるボーカルセンスには独特の魅力があり、良い楽曲に恵まれたこともあって、熱心なファンを獲得。シングルの構成は、表題曲が外部作家から提供されたもの、C/W曲は本人が作った曲に作詞家が詞をつけたものである場合がほとんどだった。活動末期にはパトリース・ラッシェンのようなクロスオーバー感覚のジャズおよびソウルに関心を寄せていたが（サウンドウイッチレイディオの番組内で本人が言及）、それを反映したアルバムを製作できないまま、音楽活動から引退した。引退後は、小学校時代から学んでいたフラメンコのダンサーとして活動。埼玉県上尾市で「佐藤聖子フラメンコ教室」を開講している。
2024年9月18日、フォーライフ・レコードのシングル、アルバム全15タイトルのストリーミング配信が開始された。

## 出演

### テレビ番組
- どんなモンダイQてれび（1984年10月 - 1986年3月、NHK総合） - レギュラー
- ファミリードラマ『お箸とスプーン』（1986年4月11日 - 7月18日、NHK）
- 正解るんです（1991年-1993年、CBCテレビ） - オープニングとエンディングに「ハミングロード」と「星のいない週末」（2曲ともファーストアルバム「Bright Lights」に収録）が使われたことからゲスト出演
- HEY!HEY!HEY! MUSIC CHAMP（1995年6月19日、フジテレビ） - 「恋をするなら」を披露

### ラジオ番組
- スパークリング・ファクトリー（bayfm）
- GiRLPOP（bayfm） - ラジオパーソナリティ
- マリブ・アーバン・ジャム・ステーション（bayfm）内『Blue Berry Jam』コーナーに隔週で出演
- パックインミュージック21（1993年4月、TBSラジオ） - 月替わりパーソナリティ
- α-IMAGE ARTIST PROGRAM『BLIGHT LIGHTS』（1994年7月 - 9月、α-STATION）
- オールナイトニッポン 週替わりスペシャル（1995年4月7日、ニッポン放送）

## ディスコグラフィー

### シングル
1. Moonlight Wolf（1992年1月21日発売）
  1. Moonlight Wolf
  2. 星降る夜に
2. PAIN（1992年6月19日発売）
  1. PAIN
  2. 光る空につつまれて
  3. PAIN (Instrumental)
3. Jasmine（1993年4月21日発売）
  1. Jasmine
  2. マスカットの空
  3. Jasmine (Instrumental)
4. 空にキスをするように（1993年11月19日発売）
  1. 空にキスをするように
  2. ロマンス
  3. 空にキスをするように (Instrumental)
5. 一緒にいよう（1994年4月21日発売）
  1. 一緒にいよう
  2. つらいのは…
  3. 一緒にいよう (Instrumental)
6. さよならがおしえてくれる（1994年9月21日発売）
  1. さよならがおしえてくれる
  2. 二度目の夏
  3. さよならがおしえてくれる (Instrumental)
7. Heartbeats Groove（1995年2月17日発売）
  1. Heartbeats Groove（毎日放送『なにわ友あれ赤井英和』EDテーマ曲）
  2. シール
  3. Heartbeats Groove (Instrumental)
8. VOICE/恋をするなら（1995年5月19日発売）
  1. VOICE
  2. 恋をするなら
  3. VOICE (Instrumental)
9. PEARL（1995年10月20日発売）
  1. PEARL
  2. スピード
  3. PEARL (TV-MIX)
10. 365 Colors Of The Rainbow（1996年2月21日発売）
  1. 365 Colors Of The Rainbow
  2. 地上9mの宇宙
  3. 365 Colors Of The Rainbow (TV-MIX)
11. 愛のメロディー（1997年4月23日発売）※朝本浩文プロデュース。J-WAVE「TOKIO HOT 100」で最高35位。
  1. 愛のメロディー
  2. Rain Blossom
  3. 愛のメロディー (Instrumental)
12. Windy（1997年11月1日発売）
  1. Windy
  2. Wish 〜Christmas Mix〜
  3. Windy (Instrumental)
13. Our Song（1998年10月21日発売）
  1. Our Song
  2. エメラルド
  3. Our Song (Instrumental)

- 2016年6月22日、ミュージックグリッドがシングル全13タイトルをMEG-CD（オンデマンド製造販売）として復刻した。しかし、2020年4月1日より販売休止。

### アルバム
- Bright Lights（1992年2月21日発売）
- After Blue（1992年11月20日発売）
- SEASON（1993年6月18日発売）
- Marvelous Act（1994年1月21日発売）※収録曲「この恋がすべて」はTBSテレビ「コサキンルーの怒んないで聞いて!!」エンディングテーマ。
- SATELLITE☆S（1995年6月21日発売）
- CRYSTAL（1995年11月17日発売）

### オムニバス・アルバム
- ガールポップ宣言!〜フォーライフ・エディション（1994年3月18日発売）
  - 「この恋がすべて」収録。
- FOR LIFE 1975-1995
  - 「恋をするなら」収録。
- 802 HEAVY ROTATIONS J-HITS COMPLETE 96-99
  - FM802のヘヴィー・ローテーション曲を集めたアルバム。
  - 「愛のメロディー」収録。

### 参加作品
- ムッシュかまやつ『Fragrance』（1991年12月15日発売）※デビュー前の仕事
- グランドスラム『EASY ACTION』（1993年9月1日発売）（コーラス）
- 馬場俊英『もうすぐゴング』（コーラス）
- DIXIE TANTAS『New Roots』（1999年8月6日発売）「サマーシック」（ゲストボーカル）

## 共同作業者
- 西脇唯（作詞）
- 谷亜ヒロコ（作詞）
- 間瀬憲治（作曲）
- 上田知華（作詞・作曲）
- 馬場俊英（作詞・作曲）
- 朝本浩文（作曲・編曲）
- 武部聡志（作曲・編曲）
- 水島康貴（編曲・バックバンドのキーボード）
- 松原正樹（ギター）
- 今剛（ギター）
- 青山純（ドラムス）
- 美久月千晴 （ベース）
- 松田直（音楽プロデューサー）